# Fed Cup 2011 – blok A 2. skupiny Americké zóny
Blok A 2. skupiny Americké zóny Fed Cupu 2011 představoval jednu ze dvou podskupin 2. skupiny. Hrálo se mezi 16. až 20. květnem v areálu Centro Nacional de Tenis dominikánského hlavního města Santo Domingo venku na dvorcích s tvrdým povrchem. 
Pět týmů se utkalo ve vzájemných zápasech. Dvě nejvýše umístěná mužstva sehrála v následné baráži zápas s dvěma prvními týmy bloku B o účast v 1. skupině Americké zóny pro rok 2012. Družstva, která se umístila na třetím, čtvrtém a pátém místě nastoupila k utkáním proti stejně postaveným týmům v bloku B o konečné pořadí ve 2. skupině Americké zóny.

## Tabulka týmů bloku A
|     |                        | PUR | GUA | TRI | DOM | URU | Zápasy V/P | Sety V/P | Hry V/P | Pořadí |
| 47. | Portoriko              |     | 1–2 | 1–2 | 2–1 | 1–2 | 1–3        | 10–16    | 109–138 | 3.     |
| 59. | Guatemala              | 2–1 |     | 3–0 | 3–0 | 2–1 | 4–0        | 22–4     | 148–81  | 1.     |
| 65. | Trinidad a Tobago      | 2–1 | 0–3 |     | 1–2 | 1–2 | 1–3        | 9–17     | 76–127  | 5.     |
| 74. | Dominikánská republika | 1–2 | 0–3 | 2–1 |     | 1–2 | 1–3        | 10–16    | 100–123 | 4.     |
| 89. | Uruguay                | 2–1 | 1–2 | 2–1 | 2–1 |     | 3–1        | 14–12    | 138–102 | 2.     |

- V/P – výhry/prohry

## Vzájemné zápasy

### Portoriko vs. Dominikánská republika
| | Portoriko | 2 :                                                                                        | 1   | Dominikánská republika |      |  |
| --- | --------- | ------------------------------------------------------------------------------------------ | --- | ---------------------- | ---- |  |
| Centro Nacional de Tenis, Santo Domingo, Dominikánská republika 16. května 2011 tvrdý (venku) |           |                                                                                            |     |                        |      |  |
| \| \| \| \| 1. \| 2. \| 3. \| \| \| -- \| \| ------------------------------------------------------------------------------------------ \| --- \| --- \| ---- \| \| \| 1. \| \| Ana Sofía Corderová Michelle Marie Valdezová \| 0 6 \| 3 6 \| \| \| \| 2. \| \| Yolimar Ogandová Chandra Capozziová \| 6 4 \| 6 3 \| \| \| \| 3. \| \| Mara Sofía Martínezová-Santoriová / Yolimar Ogandová Chandra Capozziová / Daysi Espinalová \| 3 6 \| 6 3 \| 7 64 \| \| \| \| \| \| \| \| \| \| \| \| \| \| \| \| \| \| \| \| \| \| \| \| \| \| \| \| \| \| \| \| \| \| \| \| \| \| \| \| \| \| |           |                                                                                            |     |                        |      |  |
| |           |                                                                                            | 1.  | 2.                     | 3.   |  |
| 1. |           | Ana Sofía Corderová Michelle Marie Valdezová                                               | 0 6 | 3 6                    |      |  |
| 2. |           | Yolimar Ogandová Chandra Capozziová                                                        | 6 4 | 6 3                    |      |  |
| 3. |           | Mara Sofía Martínezová-Santoriová / Yolimar Ogandová Chandra Capozziová / Daysi Espinalová | 3 6 | 6 3                    | 7 64 |  |
| |           |                                                                                            |     |                        |      |  |
| |           |                                                                                            |     |                        |      |  |
| |           |                                                                                            |     |                        |      |  |
| |           |                                                                                            |     |                        |      |  |
| |           |                                                                                            |     |                        |      |  |

### Guatemala vs. Trinidad a Tobago
| | Guatemala | 3 :                                                                                 | 0   | Trinidad a Tobago |    |  |
| --- | --------- | ----------------------------------------------------------------------------------- | --- | ----------------- | -- |  |
| Centro Nacional de Tenis, Santo Domingo, Dominikánská republika 16. května 2011 tvrdý (venku) |           |                                                                                     |     |                   |    |  |
| \| \| \| \| 1. \| 2. \| 3. \| \| \| -- \| \| ----------------------------------------------------------------------------------- \| --- \| --- \| -- \| \| \| 1. \| \| Daniela Schippersová Breana Stampfliová \| 6 2 \| 6 2 \| \| \| \| 2. \| \| Kirsten-Andrea Weedonová Lee-Anne Lingová \| 6 0 \| 6 0 \| \| \| \| 3. \| \| Daniela Schippersová / Paulina Schippersová Trevine Sellierová / Breana Stampfliová \| 6 3 \| 6 2 \| \| \| \| \| \| \| \| \| \| \| \| \| \| \| \| \| \| \| \| \| \| \| \| \| \| \| \| \| \| \| \| \| \| \| \| \| \| \| \| \| \| \| |           |                                                                                     |     |                   |    |  |
| |           |                                                                                     | 1.  | 2.                | 3. |  |
| 1. |           | Daniela Schippersová Breana Stampfliová                                             | 6 2 | 6 2               |    |  |
| 2. |           | Kirsten-Andrea Weedonová Lee-Anne Lingová                                           | 6 0 | 6 0               |    |  |
| 3. |           | Daniela Schippersová / Paulina Schippersová Trevine Sellierová / Breana Stampfliová | 6 3 | 6 2               |    |  |
| |           |                                                                                     |     |                   |    |  |
| |           |                                                                                     |     |                   |    |  |
| |           |                                                                                     |     |                   |    |  |
| |           |                                                                                     |     |                   |    |  |
| |           |                                                                                     |     |                   |    |  |

### Portoriko vs. Uruguay
| | Portoriko | 1 : | 2    | Uruguay |    |  |
| --- | --------- | --- | ---- | ------- | -- |  |
| Centro Nacional de Tenis, Santo Domingo, Dominikánská republika 17. května 2011 tvrdý (venku) |           | |      |         |    |  |
| \| \| \| \| 1. \| 2. \| 3. \| \| \| -- \| \| ------------------------------------------------------------------------------------------------------ \| ---- \| ---- \| -- \| \| \| 1. \| \| Monica Matíasová Leticia Demichelliová \| 6 3 \| 7 62 \| \| \| \| 2. \| \| Yolimar Ogandová Carolina de los Santosová \| 65 7 \| 65 7 \| \| \| \| 3. \| \| Mara Sofía Martínezová-Santoriová / Yolimar Ogandová Carolina de los Santosová / Leticia Demichelliová \| 4 6 \| 1 6 \| \| \| \| \| \| \| \| \| \| \| \| \| \| \| \| \| \| \| \| \| \| \| \| \| \| \| \| \| \| \| \| \| \| \| \| \| \| \| \| \| \| \| |           | |      |         |    |  |
| |           | | 1.   | 2.      | 3. |  |
| 1. |           | Monica Matíasová Leticia Demichelliová                                                                 | 6 3  | 7 62    |    |  |
| 2. |           | Yolimar Ogandová Carolina de los Santosová                                                             | 65 7 | 65 7    |    |  |
| 3. |           | Mara Sofía Martínezová-Santoriová / Yolimar Ogandová Carolina de los Santosová / Leticia Demichelliová | 4 6  | 1 6     |    |  |
| |           | |      |         |    |  |
| |           | |      |         |    |  |
| |           | |      |         |    |  |
| |           | |      |         |    |  |
| |           | |      |         |    |  |

### Guatemala vs. Dominikánská republika
| | Guatemala | 3 :                                                                            | 0   | Dominikánská republika |     |  |
| --- | --------- | ------------------------------------------------------------------------------ | --- | ---------------------- | --- |  |
| Centro Nacional de Tenis, Santo Domingo, Dominikánská republika 17. května 2011 tvrdý (venku) |           |                                                                                |     |                        |     |  |
| \| \| \| \| 1. \| 2. \| 3. \| \| \| -- \| \| ------------------------------------------------------------------------------ \| --- \| --- \| --- \| \| \| 1. \| \| Daniela Schippersová Davsi Espinalová \| 6 0 \| 6 0 \| \| \| \| 2. \| \| Kirsten-Andrea Weedonová Michelle Marie Valdezová \| 6 3 \| 6 1 \| \| \| \| 3. \| \| Daniela Schippersová / Paulina Schippersová Davsi Espinalová / Joelle Schadová \| 6 2 \| 4 6 \| 6 3 \| \| \| \| \| \| \| \| \| \| \| \| \| \| \| \| \| \| \| \| \| \| \| \| \| \| \| \| \| \| \| \| \| \| \| \| \| \| \| \| \| \| |           |                                                                                |     |                        |     |  |
| |           |                                                                                | 1.  | 2.                     | 3.  |  |
| 1. |           | Daniela Schippersová Davsi Espinalová                                          | 6 0 | 6 0                    |     |  |
| 2. |           | Kirsten-Andrea Weedonová Michelle Marie Valdezová                              | 6 3 | 6 1                    |     |  |
| 3. |           | Daniela Schippersová / Paulina Schippersová Davsi Espinalová / Joelle Schadová | 6 2 | 4 6                    | 6 3 |  |
| |           |                                                                                |     |                        |     |  |
| |           |                                                                                |     |                        |     |  |
| |           |                                                                                |     |                        |     |  |
| |           |                                                                                |     |                        |     |  |
| |           |                                                                                |     |                        |     |  |

### Guatemala vs. Uruguay
| | Guatemala | 2 :                                                                                           | 1   | Uruguay |     |  |
| --- | --------- | --------------------------------------------------------------------------------------------- | --- | ------- | --- |  |
| Centro Nacional de Tenis, Santo Domingo, Dominikánská republika 18. května 2011 tvrdý (venku) |           |                                                                                               |     |         |     |  |
| \| \| \| \| 1. \| 2. \| 3. \| \| \| -- \| \| --------------------------------------------------------------------------------------------- \| --- \| --- \| --- \| \| \| 1. \| \| Daniela Schippersová Leticia Demichelliová \| 6 2 \| 6 2 \| \| \| \| 2. \| \| Kirsten-Andrea Weedonová Carolina de los Santosová \| 4 6 \| 1 6 \| \| \| \| 3. \| \| Daniela Schippersová / Paulina Schippersová Carolina de los Santosová / Leticia Demichelliová \| 5 7 \| 7 5 \| 7 5 \| \| \| \| \| \| \| \| \| \| \| \| \| \| \| \| \| \| \| \| \| \| \| \| \| \| \| \| \| \| \| \| \| \| \| \| \| \| \| \| \| \| |           |                                                                                               |     |         |     |  |
| |           |                                                                                               | 1.  | 2.      | 3.  |  |
| 1. |           | Daniela Schippersová Leticia Demichelliová                                                    | 6 2 | 6 2     |     |  |
| 2. |           | Kirsten-Andrea Weedonová Carolina de los Santosová                                            | 4 6 | 1 6     |     |  |
| 3. |           | Daniela Schippersová / Paulina Schippersová Carolina de los Santosová / Leticia Demichelliová | 5 7 | 7 5     | 7 5 |  |
| |           |                                                                                               |     |         |     |  |
| |           |                                                                                               |     |         |     |  |
| |           |                                                                                               |     |         |     |  |
| |           |                                                                                               |     |         |     |  |
| |           |                                                                                               |     |         |     |  |

### Dominikánská republika vs. Trinidad a Tobago
| | Dominikánská republika | 2 :                                                                        | 1   | Trinidad a Tobago |    |  |
| --- | ---------------------- | -------------------------------------------------------------------------- | --- | ----------------- | -- |  |
| Centro Nacional de Tenis, Santo Domingo, Dominikánská republika 18. května 2011 tvrdý (venku) |                        |                                                                            |     |                   |    |  |
| \| \| \| \| 1. \| 2. \| 3. \| \| \| -- \| \| -------------------------------------------------------------------------- \| --- \| --- \| -- \| \| \| 1. \| \| Michelle Marie Valdezová Breana Stampfliová \| 2 6 \| 3 6 \| \| \| \| 2. \| \| Chandra Capozziová Carlista Mohammedová \| 6 4 \| 6 1 \| \| \| \| 3. \| \| Daysi Espinalová / Joelle Schadová Lee-Anne Lingová / Carlista Mohammedová \| 6 2 \| 6 1 \| \| \| \| \| \| \| \| \| \| \| \| \| \| \| \| \| \| \| \| \| \| \| \| \| \| \| \| \| \| \| \| \| \| \| \| \| \| \| \| \| \| \| |                        |                                                                            |     |                   |    |  |
| |                        |                                                                            | 1.  | 2.                | 3. |  |
| 1. |                        | Michelle Marie Valdezová Breana Stampfliová                                | 2 6 | 3 6               |    |  |
| 2. |                        | Chandra Capozziová Carlista Mohammedová                                    | 6 4 | 6 1               |    |  |
| 3. |                        | Daysi Espinalová / Joelle Schadová Lee-Anne Lingová / Carlista Mohammedová | 6 2 | 6 1               |    |  |
| |                        |                                                                            |     |                   |    |  |
| |                        |                                                                            |     |                   |    |  |
| |                        |                                                                            |     |                   |    |  |
| |                        |                                                                            |     |                   |    |  |
| |                        |                                                                            |     |                   |    |  |

### Portoriko vs. Trinidad a Tobago
| | Portoriko | 1 :                                                                           | 2   | Trinidad a Tobago |     |  |
| --- | --------- | ----------------------------------------------------------------------------- | --- | ----------------- | --- |  |
| Centro Nacional de Tenis, Santo Domingo, Dominikánská republika 19. května 2011 tvrdý (venku) |           |                                                                               |     |                   |     |  |
| \| \| \| \| 1. \| 2. \| 3. \| \| \| -- \| \| ----------------------------------------------------------------------------- \| --- \| --- \| --- \| \| \| 1. \| \| Monica Matíasová Breana Stampfliová \| 1 6 \| 2 6 \| \| \| \| 2. \| \| Yolimar Ogandová Carlista Mohammedová \| 4 6 \| 6 2 \| 6 1 \| \| \| 3. \| \| Ana Sofía Corderová / Monica Matías Carlista Mohammedová / Breana Stampfliová \| 2 6 \| 3 6 \| \| \| \| \| \| \| \| \| \| \| \| \| \| \| \| \| \| \| \| \| \| \| \| \| \| \| \| \| \| \| \| \| \| \| \| \| \| \| \| \| \| \| |           |                                                                               |     |                   |     |  |
| |           |                                                                               | 1.  | 2.                | 3.  |  |
| 1. |           | Monica Matíasová Breana Stampfliová                                           | 1 6 | 2 6               |     |  |
| 2. |           | Yolimar Ogandová Carlista Mohammedová                                         | 4 6 | 6 2               | 6 1 |  |
| 3. |           | Ana Sofía Corderová / Monica Matías Carlista Mohammedová / Breana Stampfliová | 2 6 | 3 6               |     |  |
| |           |                                                                               |     |                   |     |  |
| |           |                                                                               |     |                   |     |  |
| |           |                                                                               |     |                   |     |  |
| |           |                                                                               |     |                   |     |  |
| |           |                                                                               |     |                   |     |  |

### Dominikánská republika vs. Uruguay
| | Dominikánská republika | 1 :                                                                             | 2   | Uruguay |    |  |
| --- | ---------------------- | ------------------------------------------------------------------------------- | --- | ------- | -- |  |
| Centro Nacional de Tenis, Santo Domingo, Dominikánská republika 19. května 2011 tvrdý (venku) |                        |                                                                                 |     |         |    |  |
| \| \| \| \| 1. \| 2. \| 3. \| \| \| -- \| \| ------------------------------------------------------------------------------- \| --- \| --- \| -- \| \| \| 1. \| \| Daysi Espinalová Carolina de los Santosová \| 2 6 \| 0 6 \| \| \| \| 2. \| \| Chandra Capozziová Cecilia Mercierová \| 7 5 \| 6 2 \| \| \| \| 3. \| \| Daysi Espinalová / Joelle Schadová Carolina de los Santosová / Virginia Sadiová \| 5 7 \| 2 6 \| \| \| \| \| \| \| \| \| \| \| \| \| \| \| \| \| \| \| \| \| \| \| \| \| \| \| \| \| \| \| \| \| \| \| \| \| \| \| \| \| \| \| |                        |                                                                                 |     |         |    |  |
| |                        |                                                                                 | 1.  | 2.      | 3. |  |
| 1. |                        | Daysi Espinalová Carolina de los Santosová                                      | 2 6 | 0 6     |    |  |
| 2. |                        | Chandra Capozziová Cecilia Mercierová                                           | 7 5 | 6 2     |    |  |
| 3. |                        | Daysi Espinalová / Joelle Schadová Carolina de los Santosová / Virginia Sadiová | 5 7 | 2 6     |    |  |
| |                        |                                                                                 |     |         |    |  |
| |                        |                                                                                 |     |         |    |  |
| |                        |                                                                                 |     |         |    |  |
| |                        |                                                                                 |     |         |    |  |
| |                        |                                                                                 |     |         |    |  |

### Portoriko vs. Guatemala
| | Portoriko | 1 :                                                                                                  | 2    | Guatemala |    |  |
| --- | --------- | --- | ---- | --------- | -- |  |
| Centro Nacional de Tenis, Santo Domingo, Dominikánská republika 20. května 2011 tvrdý (venku) |           | |      |           |    |  |
| \| \| \| \| 1. \| 2. \| 3. \| \| \| -- \| \| ---------------------------------------------------------------------------------------------------- \| ---- \| --- \| -- \| \| \| 1. \| \| Ana Sofía Corderová Paulina Schippersová \| 3 6 \| 0 6 \| \| \| \| 2. \| \| Yolimar Ogandová Daniela Schippersová \| 7 64 \| 7 5 \| \| \| \| 3. \| \| Mara Sofía Martínezová-Santoriová / Yolimar Ogandová Paulina Schippersová / Kirsten-Andrea Weedonová \| 65 7 \| 1 6 \| \| \| \| \| \| \| \| \| \| \| \| \| \| \| \| \| \| \| \| \| \| \| \| \| \| \| \| \| \| \| \| \| \| \| \| \| \| \| \| \| \| \| |           | |      |           |    |  |
| |           | | 1.   | 2.        | 3. |  |
| 1. |           | Ana Sofía Corderová Paulina Schippersová                                                             | 3 6  | 0 6       |    |  |
| 2. |           | Yolimar Ogandová Daniela Schippersová                                                                | 7 64 | 7 5       |    |  |
| 3. |           | Mara Sofía Martínezová-Santoriová / Yolimar Ogandová Paulina Schippersová / Kirsten-Andrea Weedonová | 65 7 | 1 6       |    |  |
| |           | |      |           |    |  |
| |           | |      |           |    |  |
| |           | |      |           |    |  |
| |           | |      |           |    |  |
| |           | |      |           |    |  |

### Trinidad a Tobago vs. Uruguay
| | Trinidad a Tobago | 1 :                                                                                    | 2   | Uruguay |     |  |
| --- | ----------------- | -------------------------------------------------------------------------------------- | --- | ------- | --- |  |
| Centro Nacional de Tenis, Santo Domingo, Dominikánská republika 20. května 2011 tvrdý (venku) |                   |                                                                                        |     |         |     |  |
| \| \| \| \| 1. \| 2. \| 3. \| \| \| -- \| \| -------------------------------------------------------------------------------------- \| --- \| --- \| --- \| \| \| 1. \| \| Breana Stampfliová Leticia Demichelliová \| 6 4 \| 2 6 \| 6 4 \| \| \| 2. \| \| Carlista Mohammedová Carolina de los Santosová \| 0 6 \| 0 6 \| \| \| \| 3. \| \| Carlista Mohammedová / Breana Stampfliová Carolina de los Santosová / Virginia Sadiová \| 0 6 \| 0 6 \| \| \| \| \| \| \| \| \| \| \| \| \| \| \| \| \| \| \| \| \| \| \| \| \| \| \| \| \| \| \| \| \| \| \| \| \| \| \| \| \| \| \| |                   |                                                                                        |     |         |     |  |
| |                   |                                                                                        | 1.  | 2.      | 3.  |  |
| 1. |                   | Breana Stampfliová Leticia Demichelliová                                               | 6 4 | 2 6     | 6 4 |  |
| 2. |                   | Carlista Mohammedová Carolina de los Santosová                                         | 0 6 | 0 6     |     |  |
| 3. |                   | Carlista Mohammedová / Breana Stampfliová Carolina de los Santosová / Virginia Sadiová | 0 6 | 0 6     |     |  |
| |                   |                                                                                        |     |         |     |  |
| |                   |                                                                                        |     |         |     |  |
| |                   |                                                                                        |     |         |     |  |
| |                   |                                                                                        |     |         |     |  |
| |                   |                                                                                        |     |         |     |  |